# Cartago (Valle del Cauca)
Pour les articles homonymes, voir Cartago.
Cartago est une ville de Colombie dans le département Valle del Cauca.
Cartago comptait 139 553 habitants au recensement de 2005.
Cartago possède un aéroport (codes AITA : CRC).
Cartago est une ville en pleine expansion.

## Personnalité liée à la commune
- William Palacio (1965-), coureur cycliste.
- Álvaro Fayad (1946-1986), paramilitaire colombien.
- Carlos Holmes Trujillo (1951-2021), homme politique colombien.
- Virginia Vallejo (1949-), écrivain, journaliste, présentatrice et directrice de télévision et radio colombienne, asilée politique en aux États-Unis d'Amérique depuis juin 2010.
- Pedro Rubiano Sáenz (1932-2024), prélat catholique colombien.